# 대학일기
《대학일기》는 자까 작가가 네이버 만화에서 매주 월요일, 목요일에 연재했던 대한민국의 웹툰이다. 내용은 대학생들이 공감할만한 작가 자신을 주인공으로 한 대학생활을 토대로 하고 있다. 이 외에도 대학생은 물론 여러 사람들이 공감할만한 소재들로 독자들에게 웃음을 선사한다.
현재는 완결되고 독립해서 일어난 생활을 담은 독립일기를 연재하고있다.

## 소개
로망이 꽃피는 캠퍼스는 없다. 극사실주의에 기반한 너무나 현실적인 우리의 대학일기.

## 등장인물

### 가족
- 이자까 - 작품의 주인공이자 작가 본인. 암기가 싫어 이과에 갔으며 엄청난 먹성과 게으름을 자랑한다. 어릴때 일기를 만화로 표현했을 만큼 그림 그리기를 좋아한다.
- 자까의 어머니 - 본 작품 최강의 개그 캐릭터. 주로 자까에게 잔소리할 때 재치있는 팩트폭력을 날린다. 성격은 쿨하고 억척스러우며 또한 집안의 실권을 쥐고 있는 1인자다. 애정을 표현하는 편이 아니라 친엄마가 아닌 것 같다고 오해를 받기도 한다. 세계관 최강자.
- 자까의 아버지 - 본 작품 최강의 귀요미. 외모가 자까와 많이 닮았으며, 실제로 자까의 친구들을 포함하여 주위에서도 많이 닮았다고 말했다.

### 반려동물
- 바보개 - 자까가 키우는 개로 이름처럼 바보력이 상당하다. 1살도 되지 않았을 때에 펫샵에 버려진 불우한 과거를 가지고 있으나, 자까네 가족의 보살핌 덕분에 현재 11살임에도 불구하고 엄청난 활기를 보여주고 있다.(나중에 자까가 (독립일기)독립을 했을 때 자까가 그리워 한다.)
- 할미개 - 입양된 강아지. 웹툰 중반까지는 살아있었으나, 현재 시점으로는 사망했다. 입질이 심했다.

### 친구들
- 용용이-자까의 친구.
- 권부엉-자까의 친구.
- 안존잘-자까의 친구.
- 오이짱-자까의 친구.
- 햇님이-자까의 친구.
- 꽂님이-자까의 친구.
- 여좀비-자까의 친구.
- 연양갱-자까의 친구.
- 다람이-자까의 친구.

### 기타
- 기타 친척 - 125화 친척 편에 등장하는 친척들 왕이모/막내이모/사촌오빠/새언니와 아이들(2명)/사촌언니와 쌍둥이 아이 등등 다양한 친척들이 등장한다
- 대학교 교수님들